# Red Bull Crashed Ice
Il Red Bull Crashed Ice è una gara internazionale di pattinaggio sul ghiaccio estremo che si pratica in un circuito con elementi di arredo urbano. L'obiettivo del gioco è quello di arrivare per primo alla fine della pista di ghiaccio pattinando. I partecipanti sono normalmente giocatori di hockey su ghiaccio.

## Storia
La prima gara si corse a Stoccolma, Svezia nel 2001, il vincitore fu Jasper Felder, che fu il vincitore anche 5 gare successive.

## Galleria d'immagini

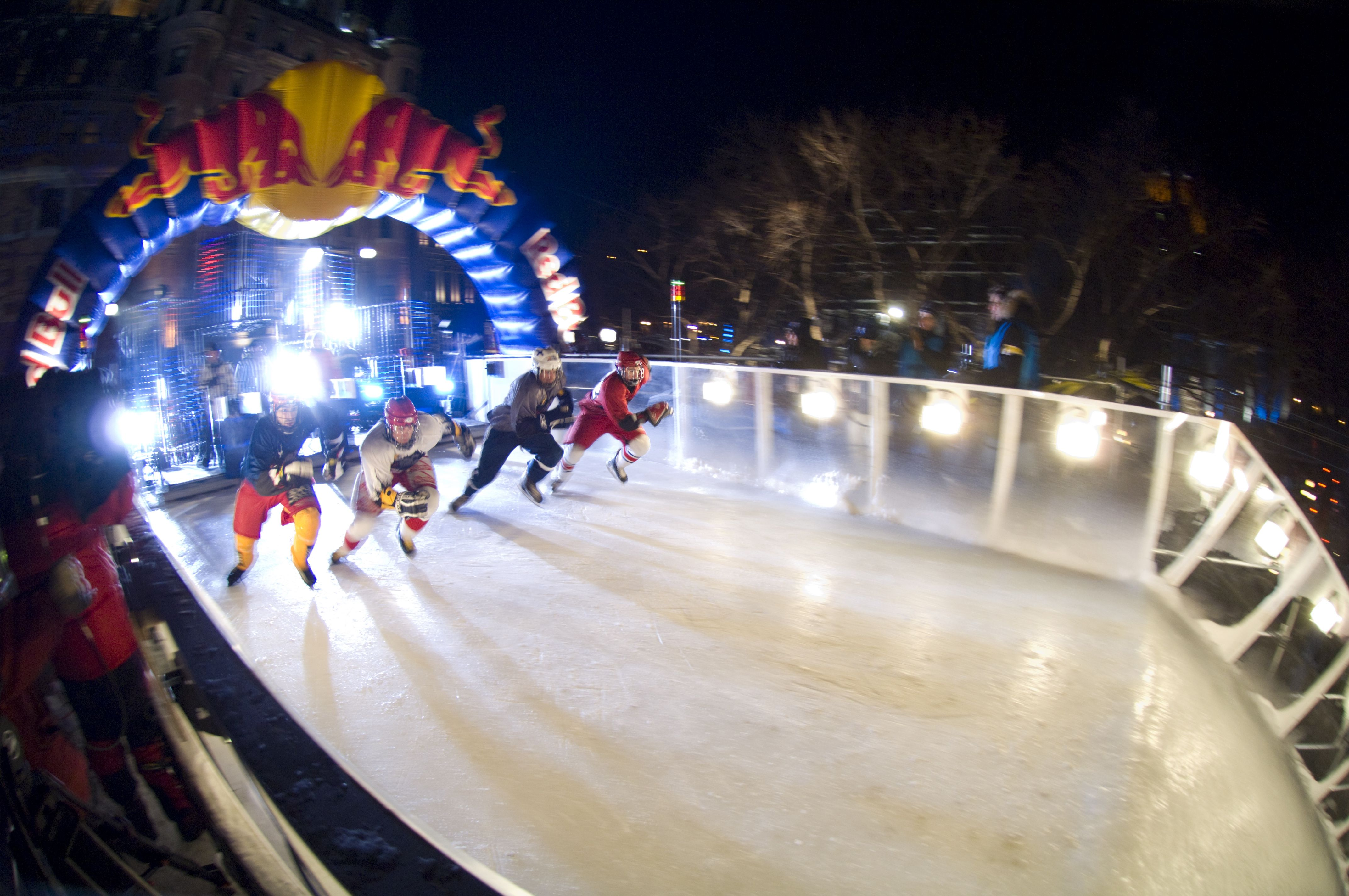
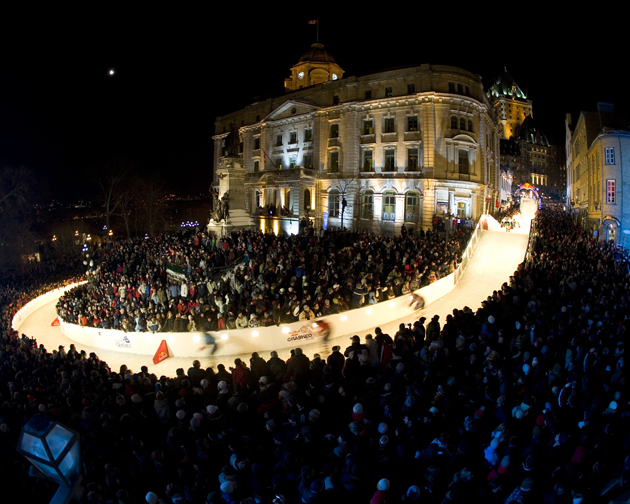
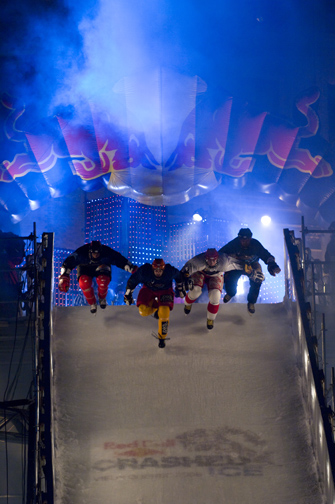
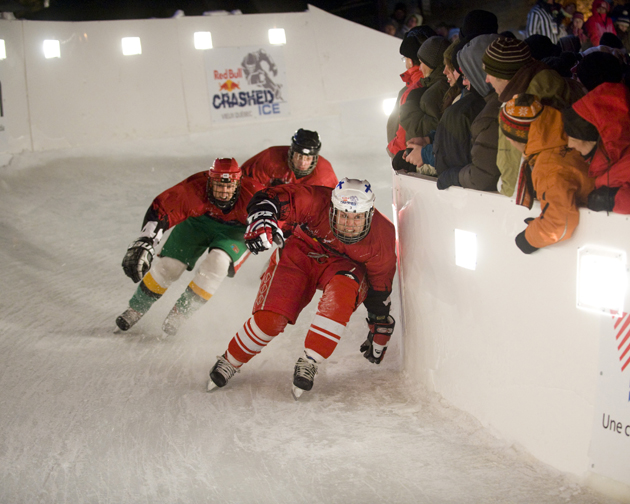
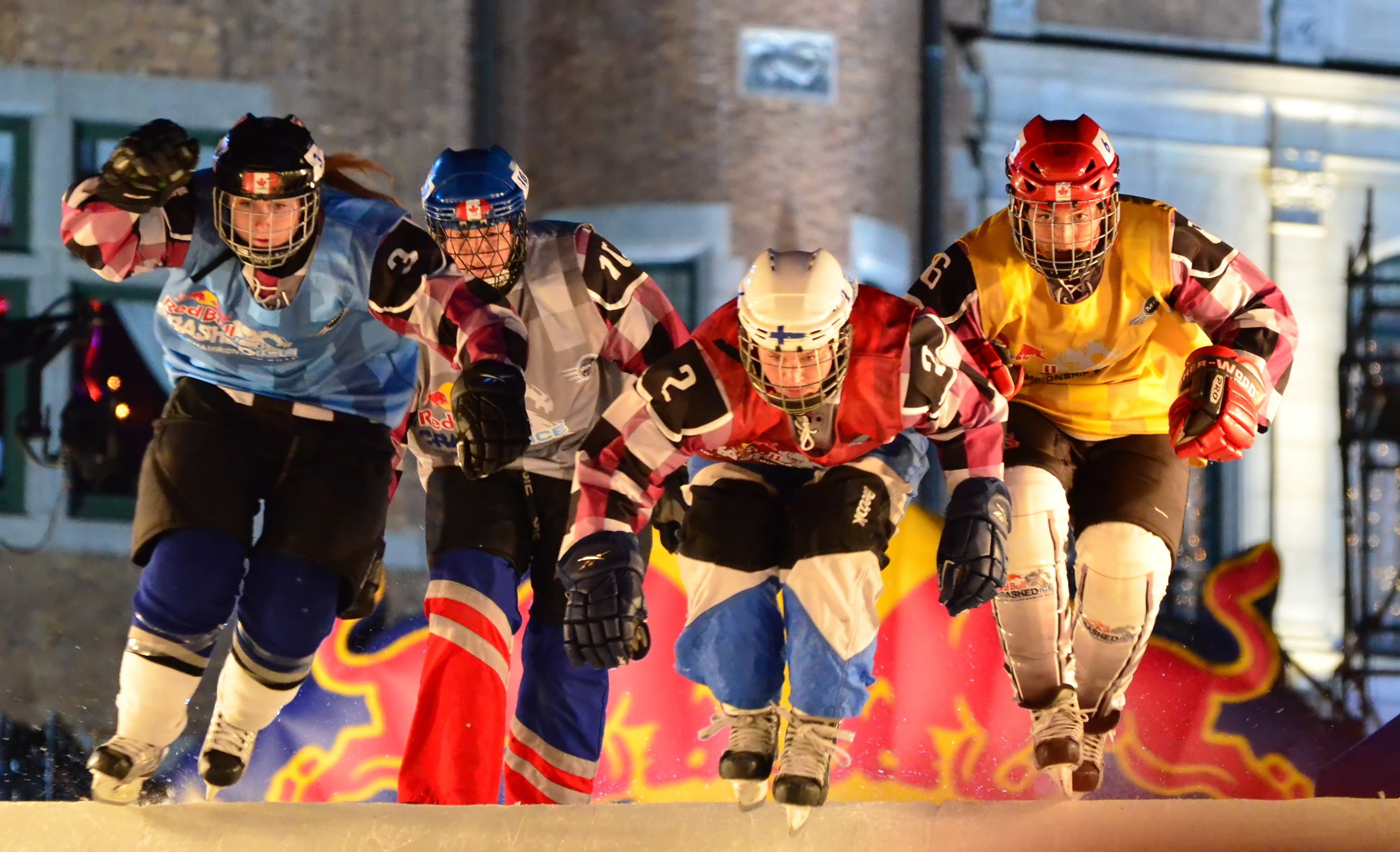

## Gare
| Data | Luogo                          | Vincitore                      |
| ---- | ------------------------------ | ------------------------------ |
| 2001 | Stoccolma, Svezia              | Jasper Felder, Svezia          |
| 2002 | Klagenfurt, Austria            | Jasper Felder, Svezia          |
| 2003 | Duluth, Minnesota, Stati Uniti | Jasper Felder, Svezia          |
| 2004 | Mosca, Russia                  | Jasper Felder, Svezia          |
| 2004 | Duluth, Minnesota, Stati Uniti | Jasper Felder, Svezia          |
| 2005 | Praga, Repubblica Ceca         | Jasper Felder, Svezia          |
| 2006 | Québec, Canada                 | Gabriel Andre, Canada          |
| 2007 | Québec, Canada                 | Kevin Olson, Canada            |
| 2007 | Helsinki, Finlandia            | Kevin Olson, Canada            |
| 2008 | Davos, Svizzera                | Miikka Jouhkimainen, Finlandia |
| 2008 | Québec, Canada                 | Arttu Pihlainen, Finlandia     |
| 2009 | Québec, Canada                 | Arttu Pihlainen, Finlandia     |
| 2009 | Losanna, Svizzera              | Jasper Felder, Svezia          |
| 2010 | Monaco di Baviera, Germania    | Martin Niefnecker, Germania    |
| 2010 | Québec, Canada                 | Kyle Croxall, Canada           |
| 2011 | Monaco di Baviera, Germania    | Kyle Croxall, Canada           |
| 2011 | Valkenburg, Paesi Bassi        | Arttu Pihlainen, Finlandia     |
| 2011 | Mosca, Russia                  | Arrtu Pihlainen, Finlandia     |
| 2011 | Québec, Canada                 | Arttu Pihlainen, Finlandia     |
| 2012 |                                |                                |